# Центральный парк (Караганда)
Центра́льный парк Караганды́ (каз. Орталық саябақ, Орталық парк) — крупнейший парк в Казахстане, который является бывшим Центральным парком культуры и отдыха имени 30-летия ВЛКСМ. Расположен в Казыбекбийском районе города Караганда.

## История
- История парка начинается с 1935 года, когда начали строить водоём и благоустраивать вокруг него территорию, создавая зелёные массивы, обустраивая берег.
- К 1941 году был заложен тополиный массив, берёзовая роща, заполнен водоём со шлюзами общей площадью 4 га.
- В 1946 году парк был официально открыт для посещения горожанами.
- В 2011 году власти объявили конкурс на разработку нового проекта парка, после чего в Центральном парке Караганды начались работы по реконструкции: обновили пешеходные дорожки, установили фонтан, пирс.

## Аттракционы
В парке много аттракционов для детей и взрослых, таких как «Колесо обозрения», «Детская железная дорога», «Летающие ракетки», «Колокольчик», «Юнга», «Солнышко», «Грибок», «Автодром», «Ракеты», «Комета», «Веселые чашки», «Шар», «Астронавт», «Вихрь», «Сюрприз», «Лошадки», «Лабиринт», «Батут», «Глобус», «Дракончики», «Тир», «НЛО», «Гусеница», «Осьминог», «Радуга», «Сафари», «Американские горки» и так далее.

## Инфраструктура
Центральный парк Караганды имеет развитую инфраструктуру:
- многочисленные кафе;
- детскую игровую площадку;
- спортивную площадку (площадка предназначена для тех, кто хочет позаниматься на тренажёрах);
- лодочную станцию (на станции можно взять напрокат лодки и катамараны для водных прогулок по озеру);
- велодорожки (взяв напрокат велосипеды, детские или взрослые, можно покататься на специально отведённых местах);
- оборудованный пляж (летом на побережье озера открыт пляж, где можно позагорать или искупаться в тёплой воде);
- каток (зимой в пруду заливается каток, а на крещение вырубаются купели для купания);
- церковь святых апостолов Петра и Павла.

## Природа
В парке имеются пруды (в самом большом есть остров).

## Автобусные маршруты
Выходить на остановке «ДК Горняков» возле главного входа в парк.
- Автобус: № 1, 26, 33, 41, 43, 44, 45, 55, 65, 70, 73, 107, 121, 122, 127, 145, 165.
- Маршрутное такси: № 01, 02, 07, 011, 13.

## Границы
Парк находится между районами Михайловка и Новый город. С востока проходит улица Войнов-Интернационалистов. С севера — ул. Чкалова. С запада — ул. Кривогуза. С юга — ул. Газалиева. За улицей Газалиева находятся Ботанический сад и Карагандинский зоопарк.

## Управляющий
КГП «Управление парками культуры, отдыха и скверами»

## Скандалы
В 2019 году на территории городского парка частный инвестор собирался построить современный теннисный центр с крытыми и уличными кортами, но это вызвало возмущение жителей Караганды. В итоге строительство было перенесено в другую часть города.